# Néris-les-Bains
Néris-les-Bains é uma comuna francesa na região administrativa de Auvérnia-Ródano-Alpes, no departamento Allier. Estende-se por uma área de 33,31 km². Em 2010 a comuna tinha 2 638 habitantes (densidade: 79,2 hab./km²).
Faz parte da rede "Les Plus Beaux Détours de France" (Os mais belos desvios da França).